# Flying Cloud (клипер)
«Флаинг Клауд» (англ. — «Flying Cloud») — клипер который побил рекорд скорости среди парусных судов на трассе Нью-Йорк — Сан-Франциско вокруг мыса Горн, пройдя это расстояние за 89 дней, и был первым клипером, затратившим на это менее трех месяцев. Вместе с тем, он установил рекорд суточного перехода.

## История
Начало Калифорнийской золотой лихорадки подстегнуло строительство быстроходных судов. Особенно большим спросом пользовались клипера.
В 1851 году одним из самых быстроходных клиперов считался «Flying Cloud» (рус. «Летящее Облако»), построенный американским инженером-кораблестроителем Дональдом Маккеем спущенный на воду в Бостоне. Корабль на стадии строительства был приобретен компанией «Grinnell, Minturn & Co».
«Флаинг Клауд» во время своего первого плавания к золотым приискам Калифорнии из Нью-Йорка в Сан-Франциско преодолел эту дистанцию за 89 дней и 21 час. В 1854 году клипер сократил время в пути на этом отрезке еще на 13 часов. До 1888 года этот рекорд был побит лишь один раз- парусником «Эндрю Джексон» в 1860 году, в то же время разница была всего 4 часа. Клиперу «Флаинг Клауд» также принадлежал лучший суточный пробег — известные 402 мили (647 километров). Начиная с 1859 года он выполнял рейсы между Англией, Китаем и Австралией перевозя чай и шерсть. Клипер «Флайинг Клауд» был последним американским судном, доставившим чай в Лондон. В 1862 году клипер сменил владельца и стал принадлежать Великобритании, в течение следующего десятка лет он перевозил колонистов из Англии в Австралию, получая на обратном рейсе в качестве груза на борт шерсть. После клипер возил чугун из Британского города Ньюкасл в порт Сент-Джон штат Флорида, а возвращаясь вез в Англию лес. В 1875 году клипер вынесло на мель, его корпус треснул и в дальнейшем сгорел.

## Галерея
- «Флаинг Клауд». Художник Джек Спёрлинг[англ.].
- Линии корпуса «Флаинг Клауд»
- «Флаинг Клауд» в Китае
- «Флаинг Клауд» парусная карточка
- «Флаинг Клауд»
- Прибытие клипера в Калифорнию во время золотой лихорадки